# Абуталипов, Канат Калижанович
Канат Калижанович Абуталипов (каз. Қанат Қалижанұлы Әбутәліпов; род. 22 марта 1983) — казахстанский боксёр, участник Олимпиады — 2008 в Пекине и Олимпиады — 2012 в Лондоне.

## Биография
Участник Летних олимпийских игр 2008 года в Пекине. В единственном бою уступил кубинцу Леону Янкелю Аларсону со счётом 3:10.
На чемпионате мира-2009 в Милане в 1/4 финала также проиграл Леону Янкелю Аларсону со счётом 0:2.
Прошёл квалификацию на Летних олимпийских играх 2012 года в Лондоне.
Выиграл несколько национальных и международных турниров. Выступает в сборной команде страны с 2000 года, Заслуженный мастер спорта РК по боксу, призёр чемпионата Азии 2007, чемпион Центральной Азиатских игр 2004 года, трёхкратный чемпиона кубка президента РК 2006, 2008, 2012 годов. Обладатель Кубка короля Таиланда 2009 года. Чемпион Кубка президента Кыргызстана 2009 году (Кыргызстан, г. Иссык-Куль) чемпион кубка президента AIBA Анвара Чаудри 2006 года (Азербайджан, г. Баку)
Чемпион турнира Олимпийские надежды в Болгарии 2000 году (г. Варна). 7-кратный чемпион Казахстана, участник Азиатских игр 2006 года (Катар, Доха).
Стал чемпионом мира по версии WSB в 2011 году.
Живёт в Астане.
Женат на Наргуль (Боранбаева) Абуталиповой (МСМК по кикбоксингу, МС по боксу), воспитывают трёх сыновей.
Основатели Спортивного клуба «ABUTALIP» в 2019г.